# Polystichum stewartii
Polystichum stewartii är en träjonväxtart som beskrevs av Fraser-jenkins. Polystichum stewartii ingår i släktet Polystichum och familjen Dryopteridaceae. Inga underarter finns listade.